# Samar Abu Elouf
Samar Abu Elouf (Gaza, 1983) é uma fotojornalista autoditacta palestiniana, que venceu o World Press Photo de 2025.

## Biografia
Natural de Gaza, Samar Abu Elouf nasceu em 1983.
Fotógrafa autodidacta, começou a documentar a vida na Faixa de Gaza, em 2010.  Desde então retratou os protestos na fronteira entre Gaza e Israel que ocorreram em 2018 a 2019; e fotografou os efeitos da pandemia de Covid-19 na Faixa de Gaza para a Cruz Vermelha.
Em 2021,com o inicio do conflito israelo-palestiniano, começou a trabalhar como freelancer para o jornal norte-americano, New York Times.
Após vários jornalistas e respectivas familias terem sido mortos pelo exército isrealita, a familia com receio de também ser morta, pediu-lhe que não regressasse a casa. Samar Abu Elouf declarou ao jornal Die Zeit, que se sabia quais os jornalistas da Faixa de Gaza, que trabalhavam com o Hamas e quais os que não trabalhavam. Ambos os grupos foram visados pelas forças armadas israelitas, entre eles a fotojornalista Fatima Hassouna, de 25 anos, que foi morta num ataque aéreo israelita, juntamente com vários membros da sua familia, no dia 16 de abril de 2025.
Em Dezembro de 2023, graças à intervenção do New York Times, ela e os seus quatro filhos foram autorizados a evacuar para o Qatar, indo morar em Doha, num complexo habitacional para refugiados.

## World Press Photo of the Year
Em Abril de 2025, a sua fotografia do menino palestiniano Mahmoud Ajjar, de nove anos de idade, com os braços amputados, foi escolhida como a World Press Photo do Ano, entre as mais de 59 000 fotografias submetidas. Mahmoud Ajjar ficou sem os braços, quando fugia de um ataque aéreo israelita, realizado em Março de 2024.
A imagem vencedora fazia parte de uma reportagem sobre pacientes palestinianos da Faixa de Gaza, a receberem tratamento no Qatar. Na fotografia, Mahmoud Ajjar é fotografado à luz do sol no seu apartamento.

## Prémios e reconhecimento
Vencedora de vários prémios, viu a sua atribuição ser criticada, por em 2012, ter dado seminários sobre meios de comunicação social à Frente Popular de Libertação da Palestina (FPLP), classificada como organização terrorista pelos EUA e pela União Europeia. Apesar das criticas, foi distinguida com os prémios:
- 2012 - ganhou o prémio Change the Picture Award, organizado pela Agência das Nações Unidas de Assistência aos Palestinianos (UNRWA), em colaboração com o Centro Cultural Yabous[18]

- 2023 - George Polk Awards, na categoria de Fotojornalismo[19][20]
- 2023 - Medalha de Ouro Robert Capa, atribuída pela Fundação Magnum[21]
- 2024 - Prémio Coragem Anja Niedringhaus[22]
- 2024 -  Foto do Ano, atribuído pela UNICEF[23]
- 2025 - World Press Photo of the Year[12]

Integrou o grupo de 12 fotógrafos palestinianos convidados a participar na Masterclass Joop Swart de 2024, da World Press Photo.

## Ligações Externas
- Photopia Cairo | Gaza between Life and War: conversa com Samar Abu Elouf
- International Journalism Festival | Witness and subject: the evolution of war photography in Gaza (2025)